# مارغريت دبليو. وونغ
مارغريت دبليو. وونغ (بالإنجليزية: Margaret W. Wong)‏ هي محامية أمريكية، ولدت في 27 يوليو 1950 في هونغ كونغ في الصين.